# Glynn Speeckaert
Glynn G. Speeckaert (* 1964) ist ein belgischer Kameramann.

## Leben
Glynn Speeckaert absolvierte ein Studium an einer belgischen Filmhochschule, bevor er sich beim Militär als Elektriker verpflichten ließ. Anschließend begann er als Kameramann für Kurz- und Werbefilme zu arbeiten. Seit 2006 ist er regelmäßig für Spielfilme tätig und zeigte sich für die Kameraarbeit von Kinofilmen wie Der Retter und Madame Marguerite oder die Kunst der schiefen Töne verantwortlich, wobei er jeweils eine Nominierung für den französischen Filmpreis César als Bester Kameramann erhielt. Für ersteren wurde er außerdem 2010 bei den Prix Lumières für die Beste Kameraarbeit ausgezeichnet.

## Filmografie (Auswahl)
- 1999: Im Sturzflug zur Erde (Man van staal)
- 2000: Club der starken Frauen (Secret Society)
- 2006: The Visitation
- 2007: Ex Drummer
- 2008: Scorpion King: Aufstieg eines Kriegers (The Scorpion King 2: Rise of a Warrior)
- 2009: Der Retter (À l’origine)
- 2010: 22. Mai (22 mei)
- 2011: Quelle der Frauen (La source des femmes)
- 2012: Der Nächste, bitte! (Un plan parfait)
- 2013: Maman und ich (Les garçons et Guillaume, à table!)
- 2015: Madame Marguerite oder die Kunst der schiefen Töne (Marguerite)
- 2017: Frühes Versprechen (La promesse de l’aube)
- 2021: 8 Rue de l’Humanité
- 2023: Voll ins Leben (La vie pour de vrai)